# Montagnana
Montagnana est une commune de la province de Padoue, dans la région Vénétie, en Italie.

## Histoire
Depuis le congrès de Vienne (1815) jusqu'en 1866, la ville de Montagnana fait partie de la monarchie autrichienne (royaume de Lombardie-Vénétie), gouvernement de Vénétie.

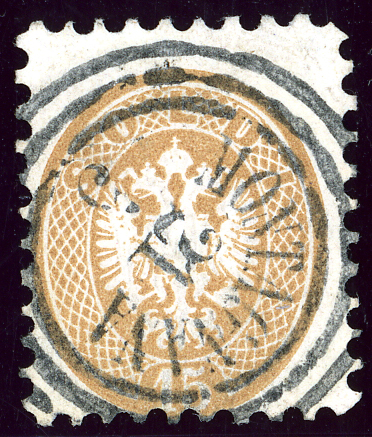
Timbre du Royaume lombardo-vénitien, 15 soldi, émission de 1864, oblitéré MONTAGNANA.

## Culture
Montagnana est la patrie de naissance de deux des plus grands ténors italiens du XXe siècle : Aureliano Pertile et Giovanni Martinelli, nés à quelques jours d'intervalle dans la même ville en 1885. 

### Monuments
- Les remparts médiévaux qui sont parmi les mieux préservés d'Europe.
- Le château de San Zeno, construit sous le règne d'Ezzelino III da Romano.
- La cathédrale gothique (1431-1502), rénovée à la fin de la Renaissance. À l'intérieur se trouvent la Transfiguration de Paul Véronèse et la fresque de Judith et David, récemment reconnue comme l'œuvre de Giorgione.
- Le Palazzo Magnavin-Fioratti de style gothique-vénitien.
- L'hôtel de Ville (1532).
- À l'extérieur de la ville se trouve la villa Pisani de Andrea Palladio.

## Administration
| Période                                  | Période  | Identité           | Étiquette     | Qualité |
| ---------------------------------------- | -------- | ------------------ | ------------- | ------- |
| 2001                                     | 2011     | Giuseppe Mossa     | Centro-Destra |         |
| 2011                                     | 2021     | Loredana Borghesan | Centro-Destra |         |
| 4 octobre 2021                           | En cours | Gian Paolo Lovato  | Centro-Destra |         |
| Les données manquantes sont à compléter. |          |                    |               |         |

### Hameaux
Borgo San Marco, Borgo San Zeno, Borgo Frassine.

### Communes limitrophes
Bevilacqua, Casale di Scodosia, Megliadino San Fidenzio, Minerbe, Poiana Maggiore, Pressana, Roveredo di Guà, Saletto, Urbana.